# Яванська тема
Ява́нська те́ма — тема в шаховій композиції. Суть теми — біля чорного короля є одне або два поля, кожне з яких атаковані двома лінійними фігурами білих. У двох тематичних варіантах чорні перекривають то одну, то іншу лінію контролю так, що тематичне поле залишається атаковане лише один раз. У білих є вибір для продовження атаки, щоб не перекрити і другу лінію, яка залишилася відкритою.

## Історія
Ця ідея була відкрита в кінці 20-х років XX століття шаховим композитором (?), який проживав на острові Ява.
Біля короля чорних є тематичне поле, або два поля кожне з них контролюється двічі білими лінійними фігурами. Чорні, захищаючись від загрози, перекривають одну з ліній контролю тематичного поля біля чорного короля. Білі можуть атакувати двома різними ходами, але якщо хід не вдалий, перекривається друга лінія контролю тематичного поля біля чорного короля і мат неможливий. До мети веде другий хід, при якому зберігається контроль тематичного поля і відповідно оголошується мат.
Оскільки автор цього задуму проживав на острові Ява, ідея дістала назву — яванська тема.
|   | a | b | c | d | e | f | g | h |   |
| 8 | b8 білий слон · e8 білий кінь · f8 біла тура · d7 біла тура · e7 чорний пішак · e6 білий слон · g6 чорний пішак · g5 чорний пішак · a4 чорний пішак · d4 білий пішак · e4 чорний король · g4 білий пішак · c3 білий пішак · e3 чорний кінь · c2 чорний кінь · e2 білий король | b8 білий слон · e8 білий кінь · f8 біла тура · d7 біла тура · e7 чорний пішак · e6 білий слон · g6 чорний пішак · g5 чорний пішак · a4 чорний пішак · d4 білий пішак · e4 чорний король · g4 білий пішак · c3 білий пішак · e3 чорний кінь · c2 чорний кінь · e2 білий король | b8 білий слон · e8 білий кінь · f8 біла тура · d7 біла тура · e7 чорний пішак · e6 білий слон · g6 чорний пішак · g5 чорний пішак · a4 чорний пішак · d4 білий пішак · e4 чорний король · g4 білий пішак · c3 білий пішак · e3 чорний кінь · c2 чорний кінь · e2 білий король | b8 білий слон · e8 білий кінь · f8 біла тура · d7 біла тура · e7 чорний пішак · e6 білий слон · g6 чорний пішак · g5 чорний пішак · a4 чорний пішак · d4 білий пішак · e4 чорний король · g4 білий пішак · c3 білий пішак · e3 чорний кінь · c2 чорний кінь · e2 білий король | b8 білий слон · e8 білий кінь · f8 біла тура · d7 біла тура · e7 чорний пішак · e6 білий слон · g6 чорний пішак · g5 чорний пішак · a4 чорний пішак · d4 білий пішак · e4 чорний король · g4 білий пішак · c3 білий пішак · e3 чорний кінь · c2 чорний кінь · e2 білий король | b8 білий слон · e8 білий кінь · f8 біла тура · d7 біла тура · e7 чорний пішак · e6 білий слон · g6 чорний пішак · g5 чорний пішак · a4 чорний пішак · d4 білий пішак · e4 чорний король · g4 білий пішак · c3 білий пішак · e3 чорний кінь · c2 чорний кінь · e2 білий король | b8 білий слон · e8 білий кінь · f8 біла тура · d7 біла тура · e7 чорний пішак · e6 білий слон · g6 чорний пішак · g5 чорний пішак · a4 чорний пішак · d4 білий пішак · e4 чорний король · g4 білий пішак · c3 білий пішак · e3 чорний кінь · c2 чорний кінь · e2 білий король | b8 білий слон · e8 білий кінь · f8 біла тура · d7 біла тура · e7 чорний пішак · e6 білий слон · g6 чорний пішак · g5 чорний пішак · a4 чорний пішак · d4 білий пішак · e4 чорний король · g4 білий пішак · c3 білий пішак · e3 чорний кінь · c2 чорний кінь · e2 білий король | 8 |
| 7 | b8 білий слон · e8 білий кінь · f8 біла тура · d7 біла тура · e7 чорний пішак · e6 білий слон · g6 чорний пішак · g5 чорний пішак · a4 чорний пішак · d4 білий пішак · e4 чорний король · g4 білий пішак · c3 білий пішак · e3 чорний кінь · c2 чорний кінь · e2 білий король | b8 білий слон · e8 білий кінь · f8 біла тура · d7 біла тура · e7 чорний пішак · e6 білий слон · g6 чорний пішак · g5 чорний пішак · a4 чорний пішак · d4 білий пішак · e4 чорний король · g4 білий пішак · c3 білий пішак · e3 чорний кінь · c2 чорний кінь · e2 білий король | b8 білий слон · e8 білий кінь · f8 біла тура · d7 біла тура · e7 чорний пішак · e6 білий слон · g6 чорний пішак · g5 чорний пішак · a4 чорний пішак · d4 білий пішак · e4 чорний король · g4 білий пішак · c3 білий пішак · e3 чорний кінь · c2 чорний кінь · e2 білий король | b8 білий слон · e8 білий кінь · f8 біла тура · d7 біла тура · e7 чорний пішак · e6 білий слон · g6 чорний пішак · g5 чорний пішак · a4 чорний пішак · d4 білий пішак · e4 чорний король · g4 білий пішак · c3 білий пішак · e3 чорний кінь · c2 чорний кінь · e2 білий король | b8 білий слон · e8 білий кінь · f8 біла тура · d7 біла тура · e7 чорний пішак · e6 білий слон · g6 чорний пішак · g5 чорний пішак · a4 чорний пішак · d4 білий пішак · e4 чорний король · g4 білий пішак · c3 білий пішак · e3 чорний кінь · c2 чорний кінь · e2 білий король | b8 білий слон · e8 білий кінь · f8 біла тура · d7 біла тура · e7 чорний пішак · e6 білий слон · g6 чорний пішак · g5 чорний пішак · a4 чорний пішак · d4 білий пішак · e4 чорний король · g4 білий пішак · c3 білий пішак · e3 чорний кінь · c2 чорний кінь · e2 білий король | b8 білий слон · e8 білий кінь · f8 біла тура · d7 біла тура · e7 чорний пішак · e6 білий слон · g6 чорний пішак · g5 чорний пішак · a4 чорний пішак · d4 білий пішак · e4 чорний король · g4 білий пішак · c3 білий пішак · e3 чорний кінь · c2 чорний кінь · e2 білий король | b8 білий слон · e8 білий кінь · f8 біла тура · d7 біла тура · e7 чорний пішак · e6 білий слон · g6 чорний пішак · g5 чорний пішак · a4 чорний пішак · d4 білий пішак · e4 чорний король · g4 білий пішак · c3 білий пішак · e3 чорний кінь · c2 чорний кінь · e2 білий король | 7 |
| 6 | b8 білий слон · e8 білий кінь · f8 біла тура · d7 біла тура · e7 чорний пішак · e6 білий слон · g6 чорний пішак · g5 чорний пішак · a4 чорний пішак · d4 білий пішак · e4 чорний король · g4 білий пішак · c3 білий пішак · e3 чорний кінь · c2 чорний кінь · e2 білий король | b8 білий слон · e8 білий кінь · f8 біла тура · d7 біла тура · e7 чорний пішак · e6 білий слон · g6 чорний пішак · g5 чорний пішак · a4 чорний пішак · d4 білий пішак · e4 чорний король · g4 білий пішак · c3 білий пішак · e3 чорний кінь · c2 чорний кінь · e2 білий король | b8 білий слон · e8 білий кінь · f8 біла тура · d7 біла тура · e7 чорний пішак · e6 білий слон · g6 чорний пішак · g5 чорний пішак · a4 чорний пішак · d4 білий пішак · e4 чорний король · g4 білий пішак · c3 білий пішак · e3 чорний кінь · c2 чорний кінь · e2 білий король | b8 білий слон · e8 білий кінь · f8 біла тура · d7 біла тура · e7 чорний пішак · e6 білий слон · g6 чорний пішак · g5 чорний пішак · a4 чорний пішак · d4 білий пішак · e4 чорний король · g4 білий пішак · c3 білий пішак · e3 чорний кінь · c2 чорний кінь · e2 білий король | b8 білий слон · e8 білий кінь · f8 біла тура · d7 біла тура · e7 чорний пішак · e6 білий слон · g6 чорний пішак · g5 чорний пішак · a4 чорний пішак · d4 білий пішак · e4 чорний король · g4 білий пішак · c3 білий пішак · e3 чорний кінь · c2 чорний кінь · e2 білий король | b8 білий слон · e8 білий кінь · f8 біла тура · d7 біла тура · e7 чорний пішак · e6 білий слон · g6 чорний пішак · g5 чорний пішак · a4 чорний пішак · d4 білий пішак · e4 чорний король · g4 білий пішак · c3 білий пішак · e3 чорний кінь · c2 чорний кінь · e2 білий король | b8 білий слон · e8 білий кінь · f8 біла тура · d7 біла тура · e7 чорний пішак · e6 білий слон · g6 чорний пішак · g5 чорний пішак · a4 чорний пішак · d4 білий пішак · e4 чорний король · g4 білий пішак · c3 білий пішак · e3 чорний кінь · c2 чорний кінь · e2 білий король | b8 білий слон · e8 білий кінь · f8 біла тура · d7 біла тура · e7 чорний пішак · e6 білий слон · g6 чорний пішак · g5 чорний пішак · a4 чорний пішак · d4 білий пішак · e4 чорний король · g4 білий пішак · c3 білий пішак · e3 чорний кінь · c2 чорний кінь · e2 білий король | 6 |
| 5 | b8 білий слон · e8 білий кінь · f8 біла тура · d7 біла тура · e7 чорний пішак · e6 білий слон · g6 чорний пішак · g5 чорний пішак · a4 чорний пішак · d4 білий пішак · e4 чорний король · g4 білий пішак · c3 білий пішак · e3 чорний кінь · c2 чорний кінь · e2 білий король | b8 білий слон · e8 білий кінь · f8 біла тура · d7 біла тура · e7 чорний пішак · e6 білий слон · g6 чорний пішак · g5 чорний пішак · a4 чорний пішак · d4 білий пішак · e4 чорний король · g4 білий пішак · c3 білий пішак · e3 чорний кінь · c2 чорний кінь · e2 білий король | b8 білий слон · e8 білий кінь · f8 біла тура · d7 біла тура · e7 чорний пішак · e6 білий слон · g6 чорний пішак · g5 чорний пішак · a4 чорний пішак · d4 білий пішак · e4 чорний король · g4 білий пішак · c3 білий пішак · e3 чорний кінь · c2 чорний кінь · e2 білий король | b8 білий слон · e8 білий кінь · f8 біла тура · d7 біла тура · e7 чорний пішак · e6 білий слон · g6 чорний пішак · g5 чорний пішак · a4 чорний пішак · d4 білий пішак · e4 чорний король · g4 білий пішак · c3 білий пішак · e3 чорний кінь · c2 чорний кінь · e2 білий король | b8 білий слон · e8 білий кінь · f8 біла тура · d7 біла тура · e7 чорний пішак · e6 білий слон · g6 чорний пішак · g5 чорний пішак · a4 чорний пішак · d4 білий пішак · e4 чорний король · g4 білий пішак · c3 білий пішак · e3 чорний кінь · c2 чорний кінь · e2 білий король | b8 білий слон · e8 білий кінь · f8 біла тура · d7 біла тура · e7 чорний пішак · e6 білий слон · g6 чорний пішак · g5 чорний пішак · a4 чорний пішак · d4 білий пішак · e4 чорний король · g4 білий пішак · c3 білий пішак · e3 чорний кінь · c2 чорний кінь · e2 білий король | b8 білий слон · e8 білий кінь · f8 біла тура · d7 біла тура · e7 чорний пішак · e6 білий слон · g6 чорний пішак · g5 чорний пішак · a4 чорний пішак · d4 білий пішак · e4 чорний король · g4 білий пішак · c3 білий пішак · e3 чорний кінь · c2 чорний кінь · e2 білий король | b8 білий слон · e8 білий кінь · f8 біла тура · d7 біла тура · e7 чорний пішак · e6 білий слон · g6 чорний пішак · g5 чорний пішак · a4 чорний пішак · d4 білий пішак · e4 чорний король · g4 білий пішак · c3 білий пішак · e3 чорний кінь · c2 чорний кінь · e2 білий король | 5 |
| 4 | b8 білий слон · e8 білий кінь · f8 біла тура · d7 біла тура · e7 чорний пішак · e6 білий слон · g6 чорний пішак · g5 чорний пішак · a4 чорний пішак · d4 білий пішак · e4 чорний король · g4 білий пішак · c3 білий пішак · e3 чорний кінь · c2 чорний кінь · e2 білий король | b8 білий слон · e8 білий кінь · f8 біла тура · d7 біла тура · e7 чорний пішак · e6 білий слон · g6 чорний пішак · g5 чорний пішак · a4 чорний пішак · d4 білий пішак · e4 чорний король · g4 білий пішак · c3 білий пішак · e3 чорний кінь · c2 чорний кінь · e2 білий король | b8 білий слон · e8 білий кінь · f8 біла тура · d7 біла тура · e7 чорний пішак · e6 білий слон · g6 чорний пішак · g5 чорний пішак · a4 чорний пішак · d4 білий пішак · e4 чорний король · g4 білий пішак · c3 білий пішак · e3 чорний кінь · c2 чорний кінь · e2 білий король | b8 білий слон · e8 білий кінь · f8 біла тура · d7 біла тура · e7 чорний пішак · e6 білий слон · g6 чорний пішак · g5 чорний пішак · a4 чорний пішак · d4 білий пішак · e4 чорний король · g4 білий пішак · c3 білий пішак · e3 чорний кінь · c2 чорний кінь · e2 білий король | b8 білий слон · e8 білий кінь · f8 біла тура · d7 біла тура · e7 чорний пішак · e6 білий слон · g6 чорний пішак · g5 чорний пішак · a4 чорний пішак · d4 білий пішак · e4 чорний король · g4 білий пішак · c3 білий пішак · e3 чорний кінь · c2 чорний кінь · e2 білий король | b8 білий слон · e8 білий кінь · f8 біла тура · d7 біла тура · e7 чорний пішак · e6 білий слон · g6 чорний пішак · g5 чорний пішак · a4 чорний пішак · d4 білий пішак · e4 чорний король · g4 білий пішак · c3 білий пішак · e3 чорний кінь · c2 чорний кінь · e2 білий король | b8 білий слон · e8 білий кінь · f8 біла тура · d7 біла тура · e7 чорний пішак · e6 білий слон · g6 чорний пішак · g5 чорний пішак · a4 чорний пішак · d4 білий пішак · e4 чорний король · g4 білий пішак · c3 білий пішак · e3 чорний кінь · c2 чорний кінь · e2 білий король | b8 білий слон · e8 білий кінь · f8 біла тура · d7 біла тура · e7 чорний пішак · e6 білий слон · g6 чорний пішак · g5 чорний пішак · a4 чорний пішак · d4 білий пішак · e4 чорний король · g4 білий пішак · c3 білий пішак · e3 чорний кінь · c2 чорний кінь · e2 білий король | 4 |
| 3 | b8 білий слон · e8 білий кінь · f8 біла тура · d7 біла тура · e7 чорний пішак · e6 білий слон · g6 чорний пішак · g5 чорний пішак · a4 чорний пішак · d4 білий пішак · e4 чорний король · g4 білий пішак · c3 білий пішак · e3 чорний кінь · c2 чорний кінь · e2 білий король | b8 білий слон · e8 білий кінь · f8 біла тура · d7 біла тура · e7 чорний пішак · e6 білий слон · g6 чорний пішак · g5 чорний пішак · a4 чорний пішак · d4 білий пішак · e4 чорний король · g4 білий пішак · c3 білий пішак · e3 чорний кінь · c2 чорний кінь · e2 білий король | b8 білий слон · e8 білий кінь · f8 біла тура · d7 біла тура · e7 чорний пішак · e6 білий слон · g6 чорний пішак · g5 чорний пішак · a4 чорний пішак · d4 білий пішак · e4 чорний король · g4 білий пішак · c3 білий пішак · e3 чорний кінь · c2 чорний кінь · e2 білий король | b8 білий слон · e8 білий кінь · f8 біла тура · d7 біла тура · e7 чорний пішак · e6 білий слон · g6 чорний пішак · g5 чорний пішак · a4 чорний пішак · d4 білий пішак · e4 чорний король · g4 білий пішак · c3 білий пішак · e3 чорний кінь · c2 чорний кінь · e2 білий король | b8 білий слон · e8 білий кінь · f8 біла тура · d7 біла тура · e7 чорний пішак · e6 білий слон · g6 чорний пішак · g5 чорний пішак · a4 чорний пішак · d4 білий пішак · e4 чорний король · g4 білий пішак · c3 білий пішак · e3 чорний кінь · c2 чорний кінь · e2 білий король | b8 білий слон · e8 білий кінь · f8 біла тура · d7 біла тура · e7 чорний пішак · e6 білий слон · g6 чорний пішак · g5 чорний пішак · a4 чорний пішак · d4 білий пішак · e4 чорний король · g4 білий пішак · c3 білий пішак · e3 чорний кінь · c2 чорний кінь · e2 білий король | b8 білий слон · e8 білий кінь · f8 біла тура · d7 біла тура · e7 чорний пішак · e6 білий слон · g6 чорний пішак · g5 чорний пішак · a4 чорний пішак · d4 білий пішак · e4 чорний король · g4 білий пішак · c3 білий пішак · e3 чорний кінь · c2 чорний кінь · e2 білий король | b8 білий слон · e8 білий кінь · f8 біла тура · d7 біла тура · e7 чорний пішак · e6 білий слон · g6 чорний пішак · g5 чорний пішак · a4 чорний пішак · d4 білий пішак · e4 чорний король · g4 білий пішак · c3 білий пішак · e3 чорний кінь · c2 чорний кінь · e2 білий король | 3 |
| 2 | b8 білий слон · e8 білий кінь · f8 біла тура · d7 біла тура · e7 чорний пішак · e6 білий слон · g6 чорний пішак · g5 чорний пішак · a4 чорний пішак · d4 білий пішак · e4 чорний король · g4 білий пішак · c3 білий пішак · e3 чорний кінь · c2 чорний кінь · e2 білий король | b8 білий слон · e8 білий кінь · f8 біла тура · d7 біла тура · e7 чорний пішак · e6 білий слон · g6 чорний пішак · g5 чорний пішак · a4 чорний пішак · d4 білий пішак · e4 чорний король · g4 білий пішак · c3 білий пішак · e3 чорний кінь · c2 чорний кінь · e2 білий король | b8 білий слон · e8 білий кінь · f8 біла тура · d7 біла тура · e7 чорний пішак · e6 білий слон · g6 чорний пішак · g5 чорний пішак · a4 чорний пішак · d4 білий пішак · e4 чорний король · g4 білий пішак · c3 білий пішак · e3 чорний кінь · c2 чорний кінь · e2 білий король | b8 білий слон · e8 білий кінь · f8 біла тура · d7 біла тура · e7 чорний пішак · e6 білий слон · g6 чорний пішак · g5 чорний пішак · a4 чорний пішак · d4 білий пішак · e4 чорний король · g4 білий пішак · c3 білий пішак · e3 чорний кінь · c2 чорний кінь · e2 білий король | b8 білий слон · e8 білий кінь · f8 біла тура · d7 біла тура · e7 чорний пішак · e6 білий слон · g6 чорний пішак · g5 чорний пішак · a4 чорний пішак · d4 білий пішак · e4 чорний король · g4 білий пішак · c3 білий пішак · e3 чорний кінь · c2 чорний кінь · e2 білий король | b8 білий слон · e8 білий кінь · f8 біла тура · d7 біла тура · e7 чорний пішак · e6 білий слон · g6 чорний пішак · g5 чорний пішак · a4 чорний пішак · d4 білий пішак · e4 чорний король · g4 білий пішак · c3 білий пішак · e3 чорний кінь · c2 чорний кінь · e2 білий король | b8 білий слон · e8 білий кінь · f8 біла тура · d7 біла тура · e7 чорний пішак · e6 білий слон · g6 чорний пішак · g5 чорний пішак · a4 чорний пішак · d4 білий пішак · e4 чорний король · g4 білий пішак · c3 білий пішак · e3 чорний кінь · c2 чорний кінь · e2 білий король | b8 білий слон · e8 білий кінь · f8 біла тура · d7 біла тура · e7 чорний пішак · e6 білий слон · g6 чорний пішак · g5 чорний пішак · a4 чорний пішак · d4 білий пішак · e4 чорний король · g4 білий пішак · c3 білий пішак · e3 чорний кінь · c2 чорний кінь · e2 білий король | 2 |
| 1 | b8 білий слон · e8 білий кінь · f8 біла тура · d7 біла тура · e7 чорний пішак · e6 білий слон · g6 чорний пішак · g5 чорний пішак · a4 чорний пішак · d4 білий пішак · e4 чорний король · g4 білий пішак · c3 білий пішак · e3 чорний кінь · c2 чорний кінь · e2 білий король | b8 білий слон · e8 білий кінь · f8 біла тура · d7 біла тура · e7 чорний пішак · e6 білий слон · g6 чорний пішак · g5 чорний пішак · a4 чорний пішак · d4 білий пішак · e4 чорний король · g4 білий пішак · c3 білий пішак · e3 чорний кінь · c2 чорний кінь · e2 білий король | b8 білий слон · e8 білий кінь · f8 біла тура · d7 біла тура · e7 чорний пішак · e6 білий слон · g6 чорний пішак · g5 чорний пішак · a4 чорний пішак · d4 білий пішак · e4 чорний король · g4 білий пішак · c3 білий пішак · e3 чорний кінь · c2 чорний кінь · e2 білий король | b8 білий слон · e8 білий кінь · f8 біла тура · d7 біла тура · e7 чорний пішак · e6 білий слон · g6 чорний пішак · g5 чорний пішак · a4 чорний пішак · d4 білий пішак · e4 чорний король · g4 білий пішак · c3 білий пішак · e3 чорний кінь · c2 чорний кінь · e2 білий король | b8 білий слон · e8 білий кінь · f8 біла тура · d7 біла тура · e7 чорний пішак · e6 білий слон · g6 чорний пішак · g5 чорний пішак · a4 чорний пішак · d4 білий пішак · e4 чорний король · g4 білий пішак · c3 білий пішак · e3 чорний кінь · c2 чорний кінь · e2 білий король | b8 білий слон · e8 білий кінь · f8 біла тура · d7 біла тура · e7 чорний пішак · e6 білий слон · g6 чорний пішак · g5 чорний пішак · a4 чорний пішак · d4 білий пішак · e4 чорний король · g4 білий пішак · c3 білий пішак · e3 чорний кінь · c2 чорний кінь · e2 білий король | b8 білий слон · e8 білий кінь · f8 біла тура · d7 біла тура · e7 чорний пішак · e6 білий слон · g6 чорний пішак · g5 чорний пішак · a4 чорний пішак · d4 білий пішак · e4 чорний король · g4 білий пішак · c3 білий пішак · e3 чорний кінь · c2 чорний кінь · e2 білий король | b8 білий слон · e8 білий кінь · f8 біла тура · d7 біла тура · e7 чорний пішак · e6 білий слон · g6 чорний пішак · g5 чорний пішак · a4 чорний пішак · d4 білий пішак · e4 чорний король · g4 білий пішак · c3 білий пішак · e3 чорний кінь · c2 чорний кінь · e2 білий король | 1 |
|   | a | b | c | d | e | f | g | h |   |

FEN: 1B2NR2/3Rp3/4B1p1/6p1/p2Pk1P1/2P1n3/2n1K3/8

1. Bg8! ~ 2. Rxe7#
1. ... e6 2. Sf6#  (2. Sd6??)
1. ... e5 2. Sd6# (2. Sf6??)
Після вступного ходу білим слоном виникає загроза, від якої чорні захищаються ходами пішака «е7». Біля чорного короля є два тематичних поля «d5» i «f4», кожне з яких контролюється двічі лінійними фігурами: слонами і турами. Після ходу чорного пішака на одне поле або на два, у білих є вибір — з якого поля оголошувати мат, адже перекривається одна з двох тур, а чорний пішак перекриває одного із слонів.
|   | a | b | c | d | e | f | g | h |   |
| 8 | c8 біла тура · b7 чорний пішак · f7 білий король · h7 білий слон · b6 білий слон · d6 чорний пішак · f6 білий пішак · a5 білий кінь · g5 білий ферзь · b4 білий пішак · f4 білий пішак · g4 чорний пішак · a3 білий кінь · b3 білий пішак · f3 чорний слон · g3 біла тура · a2 чорний ферзь · d2 чорний король · e2 чорний пішак · g2 чорний пішак · c1 чорний слон · d1 чорна тура · e1 чорна тура · g1 чорний кінь | c8 біла тура · b7 чорний пішак · f7 білий король · h7 білий слон · b6 білий слон · d6 чорний пішак · f6 білий пішак · a5 білий кінь · g5 білий ферзь · b4 білий пішак · f4 білий пішак · g4 чорний пішак · a3 білий кінь · b3 білий пішак · f3 чорний слон · g3 біла тура · a2 чорний ферзь · d2 чорний король · e2 чорний пішак · g2 чорний пішак · c1 чорний слон · d1 чорна тура · e1 чорна тура · g1 чорний кінь | c8 біла тура · b7 чорний пішак · f7 білий король · h7 білий слон · b6 білий слон · d6 чорний пішак · f6 білий пішак · a5 білий кінь · g5 білий ферзь · b4 білий пішак · f4 білий пішак · g4 чорний пішак · a3 білий кінь · b3 білий пішак · f3 чорний слон · g3 біла тура · a2 чорний ферзь · d2 чорний король · e2 чорний пішак · g2 чорний пішак · c1 чорний слон · d1 чорна тура · e1 чорна тура · g1 чорний кінь | c8 біла тура · b7 чорний пішак · f7 білий король · h7 білий слон · b6 білий слон · d6 чорний пішак · f6 білий пішак · a5 білий кінь · g5 білий ферзь · b4 білий пішак · f4 білий пішак · g4 чорний пішак · a3 білий кінь · b3 білий пішак · f3 чорний слон · g3 біла тура · a2 чорний ферзь · d2 чорний король · e2 чорний пішак · g2 чорний пішак · c1 чорний слон · d1 чорна тура · e1 чорна тура · g1 чорний кінь | c8 біла тура · b7 чорний пішак · f7 білий король · h7 білий слон · b6 білий слон · d6 чорний пішак · f6 білий пішак · a5 білий кінь · g5 білий ферзь · b4 білий пішак · f4 білий пішак · g4 чорний пішак · a3 білий кінь · b3 білий пішак · f3 чорний слон · g3 біла тура · a2 чорний ферзь · d2 чорний король · e2 чорний пішак · g2 чорний пішак · c1 чорний слон · d1 чорна тура · e1 чорна тура · g1 чорний кінь | c8 біла тура · b7 чорний пішак · f7 білий король · h7 білий слон · b6 білий слон · d6 чорний пішак · f6 білий пішак · a5 білий кінь · g5 білий ферзь · b4 білий пішак · f4 білий пішак · g4 чорний пішак · a3 білий кінь · b3 білий пішак · f3 чорний слон · g3 біла тура · a2 чорний ферзь · d2 чорний король · e2 чорний пішак · g2 чорний пішак · c1 чорний слон · d1 чорна тура · e1 чорна тура · g1 чорний кінь | c8 біла тура · b7 чорний пішак · f7 білий король · h7 білий слон · b6 білий слон · d6 чорний пішак · f6 білий пішак · a5 білий кінь · g5 білий ферзь · b4 білий пішак · f4 білий пішак · g4 чорний пішак · a3 білий кінь · b3 білий пішак · f3 чорний слон · g3 біла тура · a2 чорний ферзь · d2 чорний король · e2 чорний пішак · g2 чорний пішак · c1 чорний слон · d1 чорна тура · e1 чорна тура · g1 чорний кінь | c8 біла тура · b7 чорний пішак · f7 білий король · h7 білий слон · b6 білий слон · d6 чорний пішак · f6 білий пішак · a5 білий кінь · g5 білий ферзь · b4 білий пішак · f4 білий пішак · g4 чорний пішак · a3 білий кінь · b3 білий пішак · f3 чорний слон · g3 біла тура · a2 чорний ферзь · d2 чорний король · e2 чорний пішак · g2 чорний пішак · c1 чорний слон · d1 чорна тура · e1 чорна тура · g1 чорний кінь | 8 |
| 7 | c8 біла тура · b7 чорний пішак · f7 білий король · h7 білий слон · b6 білий слон · d6 чорний пішак · f6 білий пішак · a5 білий кінь · g5 білий ферзь · b4 білий пішак · f4 білий пішак · g4 чорний пішак · a3 білий кінь · b3 білий пішак · f3 чорний слон · g3 біла тура · a2 чорний ферзь · d2 чорний король · e2 чорний пішак · g2 чорний пішак · c1 чорний слон · d1 чорна тура · e1 чорна тура · g1 чорний кінь | c8 біла тура · b7 чорний пішак · f7 білий король · h7 білий слон · b6 білий слон · d6 чорний пішак · f6 білий пішак · a5 білий кінь · g5 білий ферзь · b4 білий пішак · f4 білий пішак · g4 чорний пішак · a3 білий кінь · b3 білий пішак · f3 чорний слон · g3 біла тура · a2 чорний ферзь · d2 чорний король · e2 чорний пішак · g2 чорний пішак · c1 чорний слон · d1 чорна тура · e1 чорна тура · g1 чорний кінь | c8 біла тура · b7 чорний пішак · f7 білий король · h7 білий слон · b6 білий слон · d6 чорний пішак · f6 білий пішак · a5 білий кінь · g5 білий ферзь · b4 білий пішак · f4 білий пішак · g4 чорний пішак · a3 білий кінь · b3 білий пішак · f3 чорний слон · g3 біла тура · a2 чорний ферзь · d2 чорний король · e2 чорний пішак · g2 чорний пішак · c1 чорний слон · d1 чорна тура · e1 чорна тура · g1 чорний кінь | c8 біла тура · b7 чорний пішак · f7 білий король · h7 білий слон · b6 білий слон · d6 чорний пішак · f6 білий пішак · a5 білий кінь · g5 білий ферзь · b4 білий пішак · f4 білий пішак · g4 чорний пішак · a3 білий кінь · b3 білий пішак · f3 чорний слон · g3 біла тура · a2 чорний ферзь · d2 чорний король · e2 чорний пішак · g2 чорний пішак · c1 чорний слон · d1 чорна тура · e1 чорна тура · g1 чорний кінь | c8 біла тура · b7 чорний пішак · f7 білий король · h7 білий слон · b6 білий слон · d6 чорний пішак · f6 білий пішак · a5 білий кінь · g5 білий ферзь · b4 білий пішак · f4 білий пішак · g4 чорний пішак · a3 білий кінь · b3 білий пішак · f3 чорний слон · g3 біла тура · a2 чорний ферзь · d2 чорний король · e2 чорний пішак · g2 чорний пішак · c1 чорний слон · d1 чорна тура · e1 чорна тура · g1 чорний кінь | c8 біла тура · b7 чорний пішак · f7 білий король · h7 білий слон · b6 білий слон · d6 чорний пішак · f6 білий пішак · a5 білий кінь · g5 білий ферзь · b4 білий пішак · f4 білий пішак · g4 чорний пішак · a3 білий кінь · b3 білий пішак · f3 чорний слон · g3 біла тура · a2 чорний ферзь · d2 чорний король · e2 чорний пішак · g2 чорний пішак · c1 чорний слон · d1 чорна тура · e1 чорна тура · g1 чорний кінь | c8 біла тура · b7 чорний пішак · f7 білий король · h7 білий слон · b6 білий слон · d6 чорний пішак · f6 білий пішак · a5 білий кінь · g5 білий ферзь · b4 білий пішак · f4 білий пішак · g4 чорний пішак · a3 білий кінь · b3 білий пішак · f3 чорний слон · g3 біла тура · a2 чорний ферзь · d2 чорний король · e2 чорний пішак · g2 чорний пішак · c1 чорний слон · d1 чорна тура · e1 чорна тура · g1 чорний кінь | c8 біла тура · b7 чорний пішак · f7 білий король · h7 білий слон · b6 білий слон · d6 чорний пішак · f6 білий пішак · a5 білий кінь · g5 білий ферзь · b4 білий пішак · f4 білий пішак · g4 чорний пішак · a3 білий кінь · b3 білий пішак · f3 чорний слон · g3 біла тура · a2 чорний ферзь · d2 чорний король · e2 чорний пішак · g2 чорний пішак · c1 чорний слон · d1 чорна тура · e1 чорна тура · g1 чорний кінь | 7 |
| 6 | c8 біла тура · b7 чорний пішак · f7 білий король · h7 білий слон · b6 білий слон · d6 чорний пішак · f6 білий пішак · a5 білий кінь · g5 білий ферзь · b4 білий пішак · f4 білий пішак · g4 чорний пішак · a3 білий кінь · b3 білий пішак · f3 чорний слон · g3 біла тура · a2 чорний ферзь · d2 чорний король · e2 чорний пішак · g2 чорний пішак · c1 чорний слон · d1 чорна тура · e1 чорна тура · g1 чорний кінь | c8 біла тура · b7 чорний пішак · f7 білий король · h7 білий слон · b6 білий слон · d6 чорний пішак · f6 білий пішак · a5 білий кінь · g5 білий ферзь · b4 білий пішак · f4 білий пішак · g4 чорний пішак · a3 білий кінь · b3 білий пішак · f3 чорний слон · g3 біла тура · a2 чорний ферзь · d2 чорний король · e2 чорний пішак · g2 чорний пішак · c1 чорний слон · d1 чорна тура · e1 чорна тура · g1 чорний кінь | c8 біла тура · b7 чорний пішак · f7 білий король · h7 білий слон · b6 білий слон · d6 чорний пішак · f6 білий пішак · a5 білий кінь · g5 білий ферзь · b4 білий пішак · f4 білий пішак · g4 чорний пішак · a3 білий кінь · b3 білий пішак · f3 чорний слон · g3 біла тура · a2 чорний ферзь · d2 чорний король · e2 чорний пішак · g2 чорний пішак · c1 чорний слон · d1 чорна тура · e1 чорна тура · g1 чорний кінь | c8 біла тура · b7 чорний пішак · f7 білий король · h7 білий слон · b6 білий слон · d6 чорний пішак · f6 білий пішак · a5 білий кінь · g5 білий ферзь · b4 білий пішак · f4 білий пішак · g4 чорний пішак · a3 білий кінь · b3 білий пішак · f3 чорний слон · g3 біла тура · a2 чорний ферзь · d2 чорний король · e2 чорний пішак · g2 чорний пішак · c1 чорний слон · d1 чорна тура · e1 чорна тура · g1 чорний кінь | c8 біла тура · b7 чорний пішак · f7 білий король · h7 білий слон · b6 білий слон · d6 чорний пішак · f6 білий пішак · a5 білий кінь · g5 білий ферзь · b4 білий пішак · f4 білий пішак · g4 чорний пішак · a3 білий кінь · b3 білий пішак · f3 чорний слон · g3 біла тура · a2 чорний ферзь · d2 чорний король · e2 чорний пішак · g2 чорний пішак · c1 чорний слон · d1 чорна тура · e1 чорна тура · g1 чорний кінь | c8 біла тура · b7 чорний пішак · f7 білий король · h7 білий слон · b6 білий слон · d6 чорний пішак · f6 білий пішак · a5 білий кінь · g5 білий ферзь · b4 білий пішак · f4 білий пішак · g4 чорний пішак · a3 білий кінь · b3 білий пішак · f3 чорний слон · g3 біла тура · a2 чорний ферзь · d2 чорний король · e2 чорний пішак · g2 чорний пішак · c1 чорний слон · d1 чорна тура · e1 чорна тура · g1 чорний кінь | c8 біла тура · b7 чорний пішак · f7 білий король · h7 білий слон · b6 білий слон · d6 чорний пішак · f6 білий пішак · a5 білий кінь · g5 білий ферзь · b4 білий пішак · f4 білий пішак · g4 чорний пішак · a3 білий кінь · b3 білий пішак · f3 чорний слон · g3 біла тура · a2 чорний ферзь · d2 чорний король · e2 чорний пішак · g2 чорний пішак · c1 чорний слон · d1 чорна тура · e1 чорна тура · g1 чорний кінь | c8 біла тура · b7 чорний пішак · f7 білий король · h7 білий слон · b6 білий слон · d6 чорний пішак · f6 білий пішак · a5 білий кінь · g5 білий ферзь · b4 білий пішак · f4 білий пішак · g4 чорний пішак · a3 білий кінь · b3 білий пішак · f3 чорний слон · g3 біла тура · a2 чорний ферзь · d2 чорний король · e2 чорний пішак · g2 чорний пішак · c1 чорний слон · d1 чорна тура · e1 чорна тура · g1 чорний кінь | 6 |
| 5 | c8 біла тура · b7 чорний пішак · f7 білий король · h7 білий слон · b6 білий слон · d6 чорний пішак · f6 білий пішак · a5 білий кінь · g5 білий ферзь · b4 білий пішак · f4 білий пішак · g4 чорний пішак · a3 білий кінь · b3 білий пішак · f3 чорний слон · g3 біла тура · a2 чорний ферзь · d2 чорний король · e2 чорний пішак · g2 чорний пішак · c1 чорний слон · d1 чорна тура · e1 чорна тура · g1 чорний кінь | c8 біла тура · b7 чорний пішак · f7 білий король · h7 білий слон · b6 білий слон · d6 чорний пішак · f6 білий пішак · a5 білий кінь · g5 білий ферзь · b4 білий пішак · f4 білий пішак · g4 чорний пішак · a3 білий кінь · b3 білий пішак · f3 чорний слон · g3 біла тура · a2 чорний ферзь · d2 чорний король · e2 чорний пішак · g2 чорний пішак · c1 чорний слон · d1 чорна тура · e1 чорна тура · g1 чорний кінь | c8 біла тура · b7 чорний пішак · f7 білий король · h7 білий слон · b6 білий слон · d6 чорний пішак · f6 білий пішак · a5 білий кінь · g5 білий ферзь · b4 білий пішак · f4 білий пішак · g4 чорний пішак · a3 білий кінь · b3 білий пішак · f3 чорний слон · g3 біла тура · a2 чорний ферзь · d2 чорний король · e2 чорний пішак · g2 чорний пішак · c1 чорний слон · d1 чорна тура · e1 чорна тура · g1 чорний кінь | c8 біла тура · b7 чорний пішак · f7 білий король · h7 білий слон · b6 білий слон · d6 чорний пішак · f6 білий пішак · a5 білий кінь · g5 білий ферзь · b4 білий пішак · f4 білий пішак · g4 чорний пішак · a3 білий кінь · b3 білий пішак · f3 чорний слон · g3 біла тура · a2 чорний ферзь · d2 чорний король · e2 чорний пішак · g2 чорний пішак · c1 чорний слон · d1 чорна тура · e1 чорна тура · g1 чорний кінь | c8 біла тура · b7 чорний пішак · f7 білий король · h7 білий слон · b6 білий слон · d6 чорний пішак · f6 білий пішак · a5 білий кінь · g5 білий ферзь · b4 білий пішак · f4 білий пішак · g4 чорний пішак · a3 білий кінь · b3 білий пішак · f3 чорний слон · g3 біла тура · a2 чорний ферзь · d2 чорний король · e2 чорний пішак · g2 чорний пішак · c1 чорний слон · d1 чорна тура · e1 чорна тура · g1 чорний кінь | c8 біла тура · b7 чорний пішак · f7 білий король · h7 білий слон · b6 білий слон · d6 чорний пішак · f6 білий пішак · a5 білий кінь · g5 білий ферзь · b4 білий пішак · f4 білий пішак · g4 чорний пішак · a3 білий кінь · b3 білий пішак · f3 чорний слон · g3 біла тура · a2 чорний ферзь · d2 чорний король · e2 чорний пішак · g2 чорний пішак · c1 чорний слон · d1 чорна тура · e1 чорна тура · g1 чорний кінь | c8 біла тура · b7 чорний пішак · f7 білий король · h7 білий слон · b6 білий слон · d6 чорний пішак · f6 білий пішак · a5 білий кінь · g5 білий ферзь · b4 білий пішак · f4 білий пішак · g4 чорний пішак · a3 білий кінь · b3 білий пішак · f3 чорний слон · g3 біла тура · a2 чорний ферзь · d2 чорний король · e2 чорний пішак · g2 чорний пішак · c1 чорний слон · d1 чорна тура · e1 чорна тура · g1 чорний кінь | c8 біла тура · b7 чорний пішак · f7 білий король · h7 білий слон · b6 білий слон · d6 чорний пішак · f6 білий пішак · a5 білий кінь · g5 білий ферзь · b4 білий пішак · f4 білий пішак · g4 чорний пішак · a3 білий кінь · b3 білий пішак · f3 чорний слон · g3 біла тура · a2 чорний ферзь · d2 чорний король · e2 чорний пішак · g2 чорний пішак · c1 чорний слон · d1 чорна тура · e1 чорна тура · g1 чорний кінь | 5 |
| 4 | c8 біла тура · b7 чорний пішак · f7 білий король · h7 білий слон · b6 білий слон · d6 чорний пішак · f6 білий пішак · a5 білий кінь · g5 білий ферзь · b4 білий пішак · f4 білий пішак · g4 чорний пішак · a3 білий кінь · b3 білий пішак · f3 чорний слон · g3 біла тура · a2 чорний ферзь · d2 чорний король · e2 чорний пішак · g2 чорний пішак · c1 чорний слон · d1 чорна тура · e1 чорна тура · g1 чорний кінь | c8 біла тура · b7 чорний пішак · f7 білий король · h7 білий слон · b6 білий слон · d6 чорний пішак · f6 білий пішак · a5 білий кінь · g5 білий ферзь · b4 білий пішак · f4 білий пішак · g4 чорний пішак · a3 білий кінь · b3 білий пішак · f3 чорний слон · g3 біла тура · a2 чорний ферзь · d2 чорний король · e2 чорний пішак · g2 чорний пішак · c1 чорний слон · d1 чорна тура · e1 чорна тура · g1 чорний кінь | c8 біла тура · b7 чорний пішак · f7 білий король · h7 білий слон · b6 білий слон · d6 чорний пішак · f6 білий пішак · a5 білий кінь · g5 білий ферзь · b4 білий пішак · f4 білий пішак · g4 чорний пішак · a3 білий кінь · b3 білий пішак · f3 чорний слон · g3 біла тура · a2 чорний ферзь · d2 чорний король · e2 чорний пішак · g2 чорний пішак · c1 чорний слон · d1 чорна тура · e1 чорна тура · g1 чорний кінь | c8 біла тура · b7 чорний пішак · f7 білий король · h7 білий слон · b6 білий слон · d6 чорний пішак · f6 білий пішак · a5 білий кінь · g5 білий ферзь · b4 білий пішак · f4 білий пішак · g4 чорний пішак · a3 білий кінь · b3 білий пішак · f3 чорний слон · g3 біла тура · a2 чорний ферзь · d2 чорний король · e2 чорний пішак · g2 чорний пішак · c1 чорний слон · d1 чорна тура · e1 чорна тура · g1 чорний кінь | c8 біла тура · b7 чорний пішак · f7 білий король · h7 білий слон · b6 білий слон · d6 чорний пішак · f6 білий пішак · a5 білий кінь · g5 білий ферзь · b4 білий пішак · f4 білий пішак · g4 чорний пішак · a3 білий кінь · b3 білий пішак · f3 чорний слон · g3 біла тура · a2 чорний ферзь · d2 чорний король · e2 чорний пішак · g2 чорний пішак · c1 чорний слон · d1 чорна тура · e1 чорна тура · g1 чорний кінь | c8 біла тура · b7 чорний пішак · f7 білий король · h7 білий слон · b6 білий слон · d6 чорний пішак · f6 білий пішак · a5 білий кінь · g5 білий ферзь · b4 білий пішак · f4 білий пішак · g4 чорний пішак · a3 білий кінь · b3 білий пішак · f3 чорний слон · g3 біла тура · a2 чорний ферзь · d2 чорний король · e2 чорний пішак · g2 чорний пішак · c1 чорний слон · d1 чорна тура · e1 чорна тура · g1 чорний кінь | c8 біла тура · b7 чорний пішак · f7 білий король · h7 білий слон · b6 білий слон · d6 чорний пішак · f6 білий пішак · a5 білий кінь · g5 білий ферзь · b4 білий пішак · f4 білий пішак · g4 чорний пішак · a3 білий кінь · b3 білий пішак · f3 чорний слон · g3 біла тура · a2 чорний ферзь · d2 чорний король · e2 чорний пішак · g2 чорний пішак · c1 чорний слон · d1 чорна тура · e1 чорна тура · g1 чорний кінь | c8 біла тура · b7 чорний пішак · f7 білий король · h7 білий слон · b6 білий слон · d6 чорний пішак · f6 білий пішак · a5 білий кінь · g5 білий ферзь · b4 білий пішак · f4 білий пішак · g4 чорний пішак · a3 білий кінь · b3 білий пішак · f3 чорний слон · g3 біла тура · a2 чорний ферзь · d2 чорний король · e2 чорний пішак · g2 чорний пішак · c1 чорний слон · d1 чорна тура · e1 чорна тура · g1 чорний кінь | 4 |
| 3 | c8 біла тура · b7 чорний пішак · f7 білий король · h7 білий слон · b6 білий слон · d6 чорний пішак · f6 білий пішак · a5 білий кінь · g5 білий ферзь · b4 білий пішак · f4 білий пішак · g4 чорний пішак · a3 білий кінь · b3 білий пішак · f3 чорний слон · g3 біла тура · a2 чорний ферзь · d2 чорний король · e2 чорний пішак · g2 чорний пішак · c1 чорний слон · d1 чорна тура · e1 чорна тура · g1 чорний кінь | c8 біла тура · b7 чорний пішак · f7 білий король · h7 білий слон · b6 білий слон · d6 чорний пішак · f6 білий пішак · a5 білий кінь · g5 білий ферзь · b4 білий пішак · f4 білий пішак · g4 чорний пішак · a3 білий кінь · b3 білий пішак · f3 чорний слон · g3 біла тура · a2 чорний ферзь · d2 чорний король · e2 чорний пішак · g2 чорний пішак · c1 чорний слон · d1 чорна тура · e1 чорна тура · g1 чорний кінь | c8 біла тура · b7 чорний пішак · f7 білий король · h7 білий слон · b6 білий слон · d6 чорний пішак · f6 білий пішак · a5 білий кінь · g5 білий ферзь · b4 білий пішак · f4 білий пішак · g4 чорний пішак · a3 білий кінь · b3 білий пішак · f3 чорний слон · g3 біла тура · a2 чорний ферзь · d2 чорний король · e2 чорний пішак · g2 чорний пішак · c1 чорний слон · d1 чорна тура · e1 чорна тура · g1 чорний кінь | c8 біла тура · b7 чорний пішак · f7 білий король · h7 білий слон · b6 білий слон · d6 чорний пішак · f6 білий пішак · a5 білий кінь · g5 білий ферзь · b4 білий пішак · f4 білий пішак · g4 чорний пішак · a3 білий кінь · b3 білий пішак · f3 чорний слон · g3 біла тура · a2 чорний ферзь · d2 чорний король · e2 чорний пішак · g2 чорний пішак · c1 чорний слон · d1 чорна тура · e1 чорна тура · g1 чорний кінь | c8 біла тура · b7 чорний пішак · f7 білий король · h7 білий слон · b6 білий слон · d6 чорний пішак · f6 білий пішак · a5 білий кінь · g5 білий ферзь · b4 білий пішак · f4 білий пішак · g4 чорний пішак · a3 білий кінь · b3 білий пішак · f3 чорний слон · g3 біла тура · a2 чорний ферзь · d2 чорний король · e2 чорний пішак · g2 чорний пішак · c1 чорний слон · d1 чорна тура · e1 чорна тура · g1 чорний кінь | c8 біла тура · b7 чорний пішак · f7 білий король · h7 білий слон · b6 білий слон · d6 чорний пішак · f6 білий пішак · a5 білий кінь · g5 білий ферзь · b4 білий пішак · f4 білий пішак · g4 чорний пішак · a3 білий кінь · b3 білий пішак · f3 чорний слон · g3 біла тура · a2 чорний ферзь · d2 чорний король · e2 чорний пішак · g2 чорний пішак · c1 чорний слон · d1 чорна тура · e1 чорна тура · g1 чорний кінь | c8 біла тура · b7 чорний пішак · f7 білий король · h7 білий слон · b6 білий слон · d6 чорний пішак · f6 білий пішак · a5 білий кінь · g5 білий ферзь · b4 білий пішак · f4 білий пішак · g4 чорний пішак · a3 білий кінь · b3 білий пішак · f3 чорний слон · g3 біла тура · a2 чорний ферзь · d2 чорний король · e2 чорний пішак · g2 чорний пішак · c1 чорний слон · d1 чорна тура · e1 чорна тура · g1 чорний кінь | c8 біла тура · b7 чорний пішак · f7 білий король · h7 білий слон · b6 білий слон · d6 чорний пішак · f6 білий пішак · a5 білий кінь · g5 білий ферзь · b4 білий пішак · f4 білий пішак · g4 чорний пішак · a3 білий кінь · b3 білий пішак · f3 чорний слон · g3 біла тура · a2 чорний ферзь · d2 чорний король · e2 чорний пішак · g2 чорний пішак · c1 чорний слон · d1 чорна тура · e1 чорна тура · g1 чорний кінь | 3 |
| 2 | c8 біла тура · b7 чорний пішак · f7 білий король · h7 білий слон · b6 білий слон · d6 чорний пішак · f6 білий пішак · a5 білий кінь · g5 білий ферзь · b4 білий пішак · f4 білий пішак · g4 чорний пішак · a3 білий кінь · b3 білий пішак · f3 чорний слон · g3 біла тура · a2 чорний ферзь · d2 чорний король · e2 чорний пішак · g2 чорний пішак · c1 чорний слон · d1 чорна тура · e1 чорна тура · g1 чорний кінь | c8 біла тура · b7 чорний пішак · f7 білий король · h7 білий слон · b6 білий слон · d6 чорний пішак · f6 білий пішак · a5 білий кінь · g5 білий ферзь · b4 білий пішак · f4 білий пішак · g4 чорний пішак · a3 білий кінь · b3 білий пішак · f3 чорний слон · g3 біла тура · a2 чорний ферзь · d2 чорний король · e2 чорний пішак · g2 чорний пішак · c1 чорний слон · d1 чорна тура · e1 чорна тура · g1 чорний кінь | c8 біла тура · b7 чорний пішак · f7 білий король · h7 білий слон · b6 білий слон · d6 чорний пішак · f6 білий пішак · a5 білий кінь · g5 білий ферзь · b4 білий пішак · f4 білий пішак · g4 чорний пішак · a3 білий кінь · b3 білий пішак · f3 чорний слон · g3 біла тура · a2 чорний ферзь · d2 чорний король · e2 чорний пішак · g2 чорний пішак · c1 чорний слон · d1 чорна тура · e1 чорна тура · g1 чорний кінь | c8 біла тура · b7 чорний пішак · f7 білий король · h7 білий слон · b6 білий слон · d6 чорний пішак · f6 білий пішак · a5 білий кінь · g5 білий ферзь · b4 білий пішак · f4 білий пішак · g4 чорний пішак · a3 білий кінь · b3 білий пішак · f3 чорний слон · g3 біла тура · a2 чорний ферзь · d2 чорний король · e2 чорний пішак · g2 чорний пішак · c1 чорний слон · d1 чорна тура · e1 чорна тура · g1 чорний кінь | c8 біла тура · b7 чорний пішак · f7 білий король · h7 білий слон · b6 білий слон · d6 чорний пішак · f6 білий пішак · a5 білий кінь · g5 білий ферзь · b4 білий пішак · f4 білий пішак · g4 чорний пішак · a3 білий кінь · b3 білий пішак · f3 чорний слон · g3 біла тура · a2 чорний ферзь · d2 чорний король · e2 чорний пішак · g2 чорний пішак · c1 чорний слон · d1 чорна тура · e1 чорна тура · g1 чорний кінь | c8 біла тура · b7 чорний пішак · f7 білий король · h7 білий слон · b6 білий слон · d6 чорний пішак · f6 білий пішак · a5 білий кінь · g5 білий ферзь · b4 білий пішак · f4 білий пішак · g4 чорний пішак · a3 білий кінь · b3 білий пішак · f3 чорний слон · g3 біла тура · a2 чорний ферзь · d2 чорний король · e2 чорний пішак · g2 чорний пішак · c1 чорний слон · d1 чорна тура · e1 чорна тура · g1 чорний кінь | c8 біла тура · b7 чорний пішак · f7 білий король · h7 білий слон · b6 білий слон · d6 чорний пішак · f6 білий пішак · a5 білий кінь · g5 білий ферзь · b4 білий пішак · f4 білий пішак · g4 чорний пішак · a3 білий кінь · b3 білий пішак · f3 чорний слон · g3 біла тура · a2 чорний ферзь · d2 чорний король · e2 чорний пішак · g2 чорний пішак · c1 чорний слон · d1 чорна тура · e1 чорна тура · g1 чорний кінь | c8 біла тура · b7 чорний пішак · f7 білий король · h7 білий слон · b6 білий слон · d6 чорний пішак · f6 білий пішак · a5 білий кінь · g5 білий ферзь · b4 білий пішак · f4 білий пішак · g4 чорний пішак · a3 білий кінь · b3 білий пішак · f3 чорний слон · g3 біла тура · a2 чорний ферзь · d2 чорний король · e2 чорний пішак · g2 чорний пішак · c1 чорний слон · d1 чорна тура · e1 чорна тура · g1 чорний кінь | 2 |
| 1 | c8 біла тура · b7 чорний пішак · f7 білий король · h7 білий слон · b6 білий слон · d6 чорний пішак · f6 білий пішак · a5 білий кінь · g5 білий ферзь · b4 білий пішак · f4 білий пішак · g4 чорний пішак · a3 білий кінь · b3 білий пішак · f3 чорний слон · g3 біла тура · a2 чорний ферзь · d2 чорний король · e2 чорний пішак · g2 чорний пішак · c1 чорний слон · d1 чорна тура · e1 чорна тура · g1 чорний кінь | c8 біла тура · b7 чорний пішак · f7 білий король · h7 білий слон · b6 білий слон · d6 чорний пішак · f6 білий пішак · a5 білий кінь · g5 білий ферзь · b4 білий пішак · f4 білий пішак · g4 чорний пішак · a3 білий кінь · b3 білий пішак · f3 чорний слон · g3 біла тура · a2 чорний ферзь · d2 чорний король · e2 чорний пішак · g2 чорний пішак · c1 чорний слон · d1 чорна тура · e1 чорна тура · g1 чорний кінь | c8 біла тура · b7 чорний пішак · f7 білий король · h7 білий слон · b6 білий слон · d6 чорний пішак · f6 білий пішак · a5 білий кінь · g5 білий ферзь · b4 білий пішак · f4 білий пішак · g4 чорний пішак · a3 білий кінь · b3 білий пішак · f3 чорний слон · g3 біла тура · a2 чорний ферзь · d2 чорний король · e2 чорний пішак · g2 чорний пішак · c1 чорний слон · d1 чорна тура · e1 чорна тура · g1 чорний кінь | c8 біла тура · b7 чорний пішак · f7 білий король · h7 білий слон · b6 білий слон · d6 чорний пішак · f6 білий пішак · a5 білий кінь · g5 білий ферзь · b4 білий пішак · f4 білий пішак · g4 чорний пішак · a3 білий кінь · b3 білий пішак · f3 чорний слон · g3 біла тура · a2 чорний ферзь · d2 чорний король · e2 чорний пішак · g2 чорний пішак · c1 чорний слон · d1 чорна тура · e1 чорна тура · g1 чорний кінь | c8 біла тура · b7 чорний пішак · f7 білий король · h7 білий слон · b6 білий слон · d6 чорний пішак · f6 білий пішак · a5 білий кінь · g5 білий ферзь · b4 білий пішак · f4 білий пішак · g4 чорний пішак · a3 білий кінь · b3 білий пішак · f3 чорний слон · g3 біла тура · a2 чорний ферзь · d2 чорний король · e2 чорний пішак · g2 чорний пішак · c1 чорний слон · d1 чорна тура · e1 чорна тура · g1 чорний кінь | c8 біла тура · b7 чорний пішак · f7 білий король · h7 білий слон · b6 білий слон · d6 чорний пішак · f6 білий пішак · a5 білий кінь · g5 білий ферзь · b4 білий пішак · f4 білий пішак · g4 чорний пішак · a3 білий кінь · b3 білий пішак · f3 чорний слон · g3 біла тура · a2 чорний ферзь · d2 чорний король · e2 чорний пішак · g2 чорний пішак · c1 чорний слон · d1 чорна тура · e1 чорна тура · g1 чорний кінь | c8 біла тура · b7 чорний пішак · f7 білий король · h7 білий слон · b6 білий слон · d6 чорний пішак · f6 білий пішак · a5 білий кінь · g5 білий ферзь · b4 білий пішак · f4 білий пішак · g4 чорний пішак · a3 білий кінь · b3 білий пішак · f3 чорний слон · g3 біла тура · a2 чорний ферзь · d2 чорний король · e2 чорний пішак · g2 чорний пішак · c1 чорний слон · d1 чорна тура · e1 чорна тура · g1 чорний кінь | c8 біла тура · b7 чорний пішак · f7 білий король · h7 білий слон · b6 білий слон · d6 чорний пішак · f6 білий пішак · a5 білий кінь · g5 білий ферзь · b4 білий пішак · f4 білий пішак · g4 чорний пішак · a3 білий кінь · b3 білий пішак · f3 чорний слон · g3 біла тура · a2 чорний ферзь · d2 чорний король · e2 чорний пішак · g2 чорний пішак · c1 чорний слон · d1 чорна тура · e1 чорна тура · g1 чорний кінь | 1 |
|   | a | b | c | d | e | f | g | h |   |

FEN: 2R5/1p3K1B/1B1p1P2/N5Q1/1P3Pp1/NP3bR1/q2kp1p1/2brr1n1
1. Sс2! ~ 2. Be3#
1. ... Be4 2. f5#   (2. Sc4??)
1. ... Bc6 2. Sc4# (2. f5??)
Після вступного ходу білим конем на поле «с2», яке стане тематичним, оскільки контрольоване двома лінійними фігурами, виникає загроза мату білим слоном на поле «e3». Чорний слон почергово виключає то білу туру, то слона не тільки з тематичного поля, але й суміжних полів, і загроза не проходить, натомість білі можуть атакувати чорного короля двома різними способами. До мети веде лише один, який не перекриває другий контроль тематичного поля, інший хід спростовується чорними.
|   | a | b | c | d | e | f | g | h |   |
| 8 | e8 білий король · f8 білий слон · g8 чорний кінь · d7 білий слон · f7 білий пішак · h7 чорний слон · c6 чорний пішак · e6 білий кінь · f6 чорний пішак · a4 чорний пішак · a3 білий кінь · b3 чорний король · e3 чорна тура · h3 біла тура · d2 білий пішак · a1 білий ферзь · g1 чорний слон | e8 білий король · f8 білий слон · g8 чорний кінь · d7 білий слон · f7 білий пішак · h7 чорний слон · c6 чорний пішак · e6 білий кінь · f6 чорний пішак · a4 чорний пішак · a3 білий кінь · b3 чорний король · e3 чорна тура · h3 біла тура · d2 білий пішак · a1 білий ферзь · g1 чорний слон | e8 білий король · f8 білий слон · g8 чорний кінь · d7 білий слон · f7 білий пішак · h7 чорний слон · c6 чорний пішак · e6 білий кінь · f6 чорний пішак · a4 чорний пішак · a3 білий кінь · b3 чорний король · e3 чорна тура · h3 біла тура · d2 білий пішак · a1 білий ферзь · g1 чорний слон | e8 білий король · f8 білий слон · g8 чорний кінь · d7 білий слон · f7 білий пішак · h7 чорний слон · c6 чорний пішак · e6 білий кінь · f6 чорний пішак · a4 чорний пішак · a3 білий кінь · b3 чорний король · e3 чорна тура · h3 біла тура · d2 білий пішак · a1 білий ферзь · g1 чорний слон | e8 білий король · f8 білий слон · g8 чорний кінь · d7 білий слон · f7 білий пішак · h7 чорний слон · c6 чорний пішак · e6 білий кінь · f6 чорний пішак · a4 чорний пішак · a3 білий кінь · b3 чорний король · e3 чорна тура · h3 біла тура · d2 білий пішак · a1 білий ферзь · g1 чорний слон | e8 білий король · f8 білий слон · g8 чорний кінь · d7 білий слон · f7 білий пішак · h7 чорний слон · c6 чорний пішак · e6 білий кінь · f6 чорний пішак · a4 чорний пішак · a3 білий кінь · b3 чорний король · e3 чорна тура · h3 біла тура · d2 білий пішак · a1 білий ферзь · g1 чорний слон | e8 білий король · f8 білий слон · g8 чорний кінь · d7 білий слон · f7 білий пішак · h7 чорний слон · c6 чорний пішак · e6 білий кінь · f6 чорний пішак · a4 чорний пішак · a3 білий кінь · b3 чорний король · e3 чорна тура · h3 біла тура · d2 білий пішак · a1 білий ферзь · g1 чорний слон | e8 білий король · f8 білий слон · g8 чорний кінь · d7 білий слон · f7 білий пішак · h7 чорний слон · c6 чорний пішак · e6 білий кінь · f6 чорний пішак · a4 чорний пішак · a3 білий кінь · b3 чорний король · e3 чорна тура · h3 біла тура · d2 білий пішак · a1 білий ферзь · g1 чорний слон | 8 |
| 7 | e8 білий король · f8 білий слон · g8 чорний кінь · d7 білий слон · f7 білий пішак · h7 чорний слон · c6 чорний пішак · e6 білий кінь · f6 чорний пішак · a4 чорний пішак · a3 білий кінь · b3 чорний король · e3 чорна тура · h3 біла тура · d2 білий пішак · a1 білий ферзь · g1 чорний слон | e8 білий король · f8 білий слон · g8 чорний кінь · d7 білий слон · f7 білий пішак · h7 чорний слон · c6 чорний пішак · e6 білий кінь · f6 чорний пішак · a4 чорний пішак · a3 білий кінь · b3 чорний король · e3 чорна тура · h3 біла тура · d2 білий пішак · a1 білий ферзь · g1 чорний слон | e8 білий король · f8 білий слон · g8 чорний кінь · d7 білий слон · f7 білий пішак · h7 чорний слон · c6 чорний пішак · e6 білий кінь · f6 чорний пішак · a4 чорний пішак · a3 білий кінь · b3 чорний король · e3 чорна тура · h3 біла тура · d2 білий пішак · a1 білий ферзь · g1 чорний слон | e8 білий король · f8 білий слон · g8 чорний кінь · d7 білий слон · f7 білий пішак · h7 чорний слон · c6 чорний пішак · e6 білий кінь · f6 чорний пішак · a4 чорний пішак · a3 білий кінь · b3 чорний король · e3 чорна тура · h3 біла тура · d2 білий пішак · a1 білий ферзь · g1 чорний слон | e8 білий король · f8 білий слон · g8 чорний кінь · d7 білий слон · f7 білий пішак · h7 чорний слон · c6 чорний пішак · e6 білий кінь · f6 чорний пішак · a4 чорний пішак · a3 білий кінь · b3 чорний король · e3 чорна тура · h3 біла тура · d2 білий пішак · a1 білий ферзь · g1 чорний слон | e8 білий король · f8 білий слон · g8 чорний кінь · d7 білий слон · f7 білий пішак · h7 чорний слон · c6 чорний пішак · e6 білий кінь · f6 чорний пішак · a4 чорний пішак · a3 білий кінь · b3 чорний король · e3 чорна тура · h3 біла тура · d2 білий пішак · a1 білий ферзь · g1 чорний слон | e8 білий король · f8 білий слон · g8 чорний кінь · d7 білий слон · f7 білий пішак · h7 чорний слон · c6 чорний пішак · e6 білий кінь · f6 чорний пішак · a4 чорний пішак · a3 білий кінь · b3 чорний король · e3 чорна тура · h3 біла тура · d2 білий пішак · a1 білий ферзь · g1 чорний слон | e8 білий король · f8 білий слон · g8 чорний кінь · d7 білий слон · f7 білий пішак · h7 чорний слон · c6 чорний пішак · e6 білий кінь · f6 чорний пішак · a4 чорний пішак · a3 білий кінь · b3 чорний король · e3 чорна тура · h3 біла тура · d2 білий пішак · a1 білий ферзь · g1 чорний слон | 7 |
| 6 | e8 білий король · f8 білий слон · g8 чорний кінь · d7 білий слон · f7 білий пішак · h7 чорний слон · c6 чорний пішак · e6 білий кінь · f6 чорний пішак · a4 чорний пішак · a3 білий кінь · b3 чорний король · e3 чорна тура · h3 біла тура · d2 білий пішак · a1 білий ферзь · g1 чорний слон | e8 білий король · f8 білий слон · g8 чорний кінь · d7 білий слон · f7 білий пішак · h7 чорний слон · c6 чорний пішак · e6 білий кінь · f6 чорний пішак · a4 чорний пішак · a3 білий кінь · b3 чорний король · e3 чорна тура · h3 біла тура · d2 білий пішак · a1 білий ферзь · g1 чорний слон | e8 білий король · f8 білий слон · g8 чорний кінь · d7 білий слон · f7 білий пішак · h7 чорний слон · c6 чорний пішак · e6 білий кінь · f6 чорний пішак · a4 чорний пішак · a3 білий кінь · b3 чорний король · e3 чорна тура · h3 біла тура · d2 білий пішак · a1 білий ферзь · g1 чорний слон | e8 білий король · f8 білий слон · g8 чорний кінь · d7 білий слон · f7 білий пішак · h7 чорний слон · c6 чорний пішак · e6 білий кінь · f6 чорний пішак · a4 чорний пішак · a3 білий кінь · b3 чорний король · e3 чорна тура · h3 біла тура · d2 білий пішак · a1 білий ферзь · g1 чорний слон | e8 білий король · f8 білий слон · g8 чорний кінь · d7 білий слон · f7 білий пішак · h7 чорний слон · c6 чорний пішак · e6 білий кінь · f6 чорний пішак · a4 чорний пішак · a3 білий кінь · b3 чорний король · e3 чорна тура · h3 біла тура · d2 білий пішак · a1 білий ферзь · g1 чорний слон | e8 білий король · f8 білий слон · g8 чорний кінь · d7 білий слон · f7 білий пішак · h7 чорний слон · c6 чорний пішак · e6 білий кінь · f6 чорний пішак · a4 чорний пішак · a3 білий кінь · b3 чорний король · e3 чорна тура · h3 біла тура · d2 білий пішак · a1 білий ферзь · g1 чорний слон | e8 білий король · f8 білий слон · g8 чорний кінь · d7 білий слон · f7 білий пішак · h7 чорний слон · c6 чорний пішак · e6 білий кінь · f6 чорний пішак · a4 чорний пішак · a3 білий кінь · b3 чорний король · e3 чорна тура · h3 біла тура · d2 білий пішак · a1 білий ферзь · g1 чорний слон | e8 білий король · f8 білий слон · g8 чорний кінь · d7 білий слон · f7 білий пішак · h7 чорний слон · c6 чорний пішак · e6 білий кінь · f6 чорний пішак · a4 чорний пішак · a3 білий кінь · b3 чорний король · e3 чорна тура · h3 біла тура · d2 білий пішак · a1 білий ферзь · g1 чорний слон | 6 |
| 5 | e8 білий король · f8 білий слон · g8 чорний кінь · d7 білий слон · f7 білий пішак · h7 чорний слон · c6 чорний пішак · e6 білий кінь · f6 чорний пішак · a4 чорний пішак · a3 білий кінь · b3 чорний король · e3 чорна тура · h3 біла тура · d2 білий пішак · a1 білий ферзь · g1 чорний слон | e8 білий король · f8 білий слон · g8 чорний кінь · d7 білий слон · f7 білий пішак · h7 чорний слон · c6 чорний пішак · e6 білий кінь · f6 чорний пішак · a4 чорний пішак · a3 білий кінь · b3 чорний король · e3 чорна тура · h3 біла тура · d2 білий пішак · a1 білий ферзь · g1 чорний слон | e8 білий король · f8 білий слон · g8 чорний кінь · d7 білий слон · f7 білий пішак · h7 чорний слон · c6 чорний пішак · e6 білий кінь · f6 чорний пішак · a4 чорний пішак · a3 білий кінь · b3 чорний король · e3 чорна тура · h3 біла тура · d2 білий пішак · a1 білий ферзь · g1 чорний слон | e8 білий король · f8 білий слон · g8 чорний кінь · d7 білий слон · f7 білий пішак · h7 чорний слон · c6 чорний пішак · e6 білий кінь · f6 чорний пішак · a4 чорний пішак · a3 білий кінь · b3 чорний король · e3 чорна тура · h3 біла тура · d2 білий пішак · a1 білий ферзь · g1 чорний слон | e8 білий король · f8 білий слон · g8 чорний кінь · d7 білий слон · f7 білий пішак · h7 чорний слон · c6 чорний пішак · e6 білий кінь · f6 чорний пішак · a4 чорний пішак · a3 білий кінь · b3 чорний король · e3 чорна тура · h3 біла тура · d2 білий пішак · a1 білий ферзь · g1 чорний слон | e8 білий король · f8 білий слон · g8 чорний кінь · d7 білий слон · f7 білий пішак · h7 чорний слон · c6 чорний пішак · e6 білий кінь · f6 чорний пішак · a4 чорний пішак · a3 білий кінь · b3 чорний король · e3 чорна тура · h3 біла тура · d2 білий пішак · a1 білий ферзь · g1 чорний слон | e8 білий король · f8 білий слон · g8 чорний кінь · d7 білий слон · f7 білий пішак · h7 чорний слон · c6 чорний пішак · e6 білий кінь · f6 чорний пішак · a4 чорний пішак · a3 білий кінь · b3 чорний король · e3 чорна тура · h3 біла тура · d2 білий пішак · a1 білий ферзь · g1 чорний слон | e8 білий король · f8 білий слон · g8 чорний кінь · d7 білий слон · f7 білий пішак · h7 чорний слон · c6 чорний пішак · e6 білий кінь · f6 чорний пішак · a4 чорний пішак · a3 білий кінь · b3 чорний король · e3 чорна тура · h3 біла тура · d2 білий пішак · a1 білий ферзь · g1 чорний слон | 5 |
| 4 | e8 білий король · f8 білий слон · g8 чорний кінь · d7 білий слон · f7 білий пішак · h7 чорний слон · c6 чорний пішак · e6 білий кінь · f6 чорний пішак · a4 чорний пішак · a3 білий кінь · b3 чорний король · e3 чорна тура · h3 біла тура · d2 білий пішак · a1 білий ферзь · g1 чорний слон | e8 білий король · f8 білий слон · g8 чорний кінь · d7 білий слон · f7 білий пішак · h7 чорний слон · c6 чорний пішак · e6 білий кінь · f6 чорний пішак · a4 чорний пішак · a3 білий кінь · b3 чорний король · e3 чорна тура · h3 біла тура · d2 білий пішак · a1 білий ферзь · g1 чорний слон | e8 білий король · f8 білий слон · g8 чорний кінь · d7 білий слон · f7 білий пішак · h7 чорний слон · c6 чорний пішак · e6 білий кінь · f6 чорний пішак · a4 чорний пішак · a3 білий кінь · b3 чорний король · e3 чорна тура · h3 біла тура · d2 білий пішак · a1 білий ферзь · g1 чорний слон | e8 білий король · f8 білий слон · g8 чорний кінь · d7 білий слон · f7 білий пішак · h7 чорний слон · c6 чорний пішак · e6 білий кінь · f6 чорний пішак · a4 чорний пішак · a3 білий кінь · b3 чорний король · e3 чорна тура · h3 біла тура · d2 білий пішак · a1 білий ферзь · g1 чорний слон | e8 білий король · f8 білий слон · g8 чорний кінь · d7 білий слон · f7 білий пішак · h7 чорний слон · c6 чорний пішак · e6 білий кінь · f6 чорний пішак · a4 чорний пішак · a3 білий кінь · b3 чорний король · e3 чорна тура · h3 біла тура · d2 білий пішак · a1 білий ферзь · g1 чорний слон | e8 білий король · f8 білий слон · g8 чорний кінь · d7 білий слон · f7 білий пішак · h7 чорний слон · c6 чорний пішак · e6 білий кінь · f6 чорний пішак · a4 чорний пішак · a3 білий кінь · b3 чорний король · e3 чорна тура · h3 біла тура · d2 білий пішак · a1 білий ферзь · g1 чорний слон | e8 білий король · f8 білий слон · g8 чорний кінь · d7 білий слон · f7 білий пішак · h7 чорний слон · c6 чорний пішак · e6 білий кінь · f6 чорний пішак · a4 чорний пішак · a3 білий кінь · b3 чорний король · e3 чорна тура · h3 біла тура · d2 білий пішак · a1 білий ферзь · g1 чорний слон | e8 білий король · f8 білий слон · g8 чорний кінь · d7 білий слон · f7 білий пішак · h7 чорний слон · c6 чорний пішак · e6 білий кінь · f6 чорний пішак · a4 чорний пішак · a3 білий кінь · b3 чорний король · e3 чорна тура · h3 біла тура · d2 білий пішак · a1 білий ферзь · g1 чорний слон | 4 |
| 3 | e8 білий король · f8 білий слон · g8 чорний кінь · d7 білий слон · f7 білий пішак · h7 чорний слон · c6 чорний пішак · e6 білий кінь · f6 чорний пішак · a4 чорний пішак · a3 білий кінь · b3 чорний король · e3 чорна тура · h3 біла тура · d2 білий пішак · a1 білий ферзь · g1 чорний слон | e8 білий король · f8 білий слон · g8 чорний кінь · d7 білий слон · f7 білий пішак · h7 чорний слон · c6 чорний пішак · e6 білий кінь · f6 чорний пішак · a4 чорний пішак · a3 білий кінь · b3 чорний король · e3 чорна тура · h3 біла тура · d2 білий пішак · a1 білий ферзь · g1 чорний слон | e8 білий король · f8 білий слон · g8 чорний кінь · d7 білий слон · f7 білий пішак · h7 чорний слон · c6 чорний пішак · e6 білий кінь · f6 чорний пішак · a4 чорний пішак · a3 білий кінь · b3 чорний король · e3 чорна тура · h3 біла тура · d2 білий пішак · a1 білий ферзь · g1 чорний слон | e8 білий король · f8 білий слон · g8 чорний кінь · d7 білий слон · f7 білий пішак · h7 чорний слон · c6 чорний пішак · e6 білий кінь · f6 чорний пішак · a4 чорний пішак · a3 білий кінь · b3 чорний король · e3 чорна тура · h3 біла тура · d2 білий пішак · a1 білий ферзь · g1 чорний слон | e8 білий король · f8 білий слон · g8 чорний кінь · d7 білий слон · f7 білий пішак · h7 чорний слон · c6 чорний пішак · e6 білий кінь · f6 чорний пішак · a4 чорний пішак · a3 білий кінь · b3 чорний король · e3 чорна тура · h3 біла тура · d2 білий пішак · a1 білий ферзь · g1 чорний слон | e8 білий король · f8 білий слон · g8 чорний кінь · d7 білий слон · f7 білий пішак · h7 чорний слон · c6 чорний пішак · e6 білий кінь · f6 чорний пішак · a4 чорний пішак · a3 білий кінь · b3 чорний король · e3 чорна тура · h3 біла тура · d2 білий пішак · a1 білий ферзь · g1 чорний слон | e8 білий король · f8 білий слон · g8 чорний кінь · d7 білий слон · f7 білий пішак · h7 чорний слон · c6 чорний пішак · e6 білий кінь · f6 чорний пішак · a4 чорний пішак · a3 білий кінь · b3 чорний король · e3 чорна тура · h3 біла тура · d2 білий пішак · a1 білий ферзь · g1 чорний слон | e8 білий король · f8 білий слон · g8 чорний кінь · d7 білий слон · f7 білий пішак · h7 чорний слон · c6 чорний пішак · e6 білий кінь · f6 чорний пішак · a4 чорний пішак · a3 білий кінь · b3 чорний король · e3 чорна тура · h3 біла тура · d2 білий пішак · a1 білий ферзь · g1 чорний слон | 3 |
| 2 | e8 білий король · f8 білий слон · g8 чорний кінь · d7 білий слон · f7 білий пішак · h7 чорний слон · c6 чорний пішак · e6 білий кінь · f6 чорний пішак · a4 чорний пішак · a3 білий кінь · b3 чорний король · e3 чорна тура · h3 біла тура · d2 білий пішак · a1 білий ферзь · g1 чорний слон | e8 білий король · f8 білий слон · g8 чорний кінь · d7 білий слон · f7 білий пішак · h7 чорний слон · c6 чорний пішак · e6 білий кінь · f6 чорний пішак · a4 чорний пішак · a3 білий кінь · b3 чорний король · e3 чорна тура · h3 біла тура · d2 білий пішак · a1 білий ферзь · g1 чорний слон | e8 білий король · f8 білий слон · g8 чорний кінь · d7 білий слон · f7 білий пішак · h7 чорний слон · c6 чорний пішак · e6 білий кінь · f6 чорний пішак · a4 чорний пішак · a3 білий кінь · b3 чорний король · e3 чорна тура · h3 біла тура · d2 білий пішак · a1 білий ферзь · g1 чорний слон | e8 білий король · f8 білий слон · g8 чорний кінь · d7 білий слон · f7 білий пішак · h7 чорний слон · c6 чорний пішак · e6 білий кінь · f6 чорний пішак · a4 чорний пішак · a3 білий кінь · b3 чорний король · e3 чорна тура · h3 біла тура · d2 білий пішак · a1 білий ферзь · g1 чорний слон | e8 білий король · f8 білий слон · g8 чорний кінь · d7 білий слон · f7 білий пішак · h7 чорний слон · c6 чорний пішак · e6 білий кінь · f6 чорний пішак · a4 чорний пішак · a3 білий кінь · b3 чорний король · e3 чорна тура · h3 біла тура · d2 білий пішак · a1 білий ферзь · g1 чорний слон | e8 білий король · f8 білий слон · g8 чорний кінь · d7 білий слон · f7 білий пішак · h7 чорний слон · c6 чорний пішак · e6 білий кінь · f6 чорний пішак · a4 чорний пішак · a3 білий кінь · b3 чорний король · e3 чорна тура · h3 біла тура · d2 білий пішак · a1 білий ферзь · g1 чорний слон | e8 білий король · f8 білий слон · g8 чорний кінь · d7 білий слон · f7 білий пішак · h7 чорний слон · c6 чорний пішак · e6 білий кінь · f6 чорний пішак · a4 чорний пішак · a3 білий кінь · b3 чорний король · e3 чорна тура · h3 біла тура · d2 білий пішак · a1 білий ферзь · g1 чорний слон | e8 білий король · f8 білий слон · g8 чорний кінь · d7 білий слон · f7 білий пішак · h7 чорний слон · c6 чорний пішак · e6 білий кінь · f6 чорний пішак · a4 чорний пішак · a3 білий кінь · b3 чорний король · e3 чорна тура · h3 біла тура · d2 білий пішак · a1 білий ферзь · g1 чорний слон | 2 |
| 1 | e8 білий король · f8 білий слон · g8 чорний кінь · d7 білий слон · f7 білий пішак · h7 чорний слон · c6 чорний пішак · e6 білий кінь · f6 чорний пішак · a4 чорний пішак · a3 білий кінь · b3 чорний король · e3 чорна тура · h3 біла тура · d2 білий пішак · a1 білий ферзь · g1 чорний слон | e8 білий король · f8 білий слон · g8 чорний кінь · d7 білий слон · f7 білий пішак · h7 чорний слон · c6 чорний пішак · e6 білий кінь · f6 чорний пішак · a4 чорний пішак · a3 білий кінь · b3 чорний король · e3 чорна тура · h3 біла тура · d2 білий пішак · a1 білий ферзь · g1 чорний слон | e8 білий король · f8 білий слон · g8 чорний кінь · d7 білий слон · f7 білий пішак · h7 чорний слон · c6 чорний пішак · e6 білий кінь · f6 чорний пішак · a4 чорний пішак · a3 білий кінь · b3 чорний король · e3 чорна тура · h3 біла тура · d2 білий пішак · a1 білий ферзь · g1 чорний слон | e8 білий король · f8 білий слон · g8 чорний кінь · d7 білий слон · f7 білий пішак · h7 чорний слон · c6 чорний пішак · e6 білий кінь · f6 чорний пішак · a4 чорний пішак · a3 білий кінь · b3 чорний король · e3 чорна тура · h3 біла тура · d2 білий пішак · a1 білий ферзь · g1 чорний слон | e8 білий король · f8 білий слон · g8 чорний кінь · d7 білий слон · f7 білий пішак · h7 чорний слон · c6 чорний пішак · e6 білий кінь · f6 чорний пішак · a4 чорний пішак · a3 білий кінь · b3 чорний король · e3 чорна тура · h3 біла тура · d2 білий пішак · a1 білий ферзь · g1 чорний слон | e8 білий король · f8 білий слон · g8 чорний кінь · d7 білий слон · f7 білий пішак · h7 чорний слон · c6 чорний пішак · e6 білий кінь · f6 чорний пішак · a4 чорний пішак · a3 білий кінь · b3 чорний король · e3 чорна тура · h3 біла тура · d2 білий пішак · a1 білий ферзь · g1 чорний слон | e8 білий король · f8 білий слон · g8 чорний кінь · d7 білий слон · f7 білий пішак · h7 чорний слон · c6 чорний пішак · e6 білий кінь · f6 чорний пішак · a4 чорний пішак · a3 білий кінь · b3 чорний король · e3 чорна тура · h3 біла тура · d2 білий пішак · a1 білий ферзь · g1 чорний слон | e8 білий король · f8 білий слон · g8 чорний кінь · d7 білий слон · f7 білий пішак · h7 чорний слон · c6 чорний пішак · e6 білий кінь · f6 чорний пішак · a4 чорний пішак · a3 білий кінь · b3 чорний король · e3 чорна тура · h3 біла тура · d2 білий пішак · a1 білий ферзь · g1 чорний слон | 1 |
|   | a | b | c | d | e | f | g | h |   |

FEN: 4KBn1/3B1P1b/2p1Np2/8/p7/Nk2r2R/3P4/Q5b1
1 .Rh4! ~ 2. Rb4#
1. ... Se7 2. Sc5# (2. Sd4??)
1. ... Be4 2. Sd4# (2. Sc5??)
- — - — - — -
1. ... Re4 2. Qb1#
1. ... c5 2. Bxa4#
1. ... Rxe6+ 2. Bxe6#
Після вступного ходу біля чорного короля тематичне поле «b4» контролюється двома білими фігурами — турою і слоном «f8». Чорні, захищаючись від загрози, перекривають у варіантах то слона, то туру, але при цьому розв'язується білий кінь «е6», і білі з двох видимих атак вибирають той хід конем, який би не виключав і другий контроль тематичного поля «b4».